# Stopplaats Posthoorn
Stopplaats Posthoorn (afkorting: Ph) is een voormalige stopplaats aan de spoorlijn Deventer - Ommen van de Overijsselse Lokaalspoorweg-Maatschappij Deventer - Ommen (OLDO).
De stopplaats lag tussen station Lemelerveld en Stopplaats Crisman en werd geopend op 1 oktober 1910 en als stopplaats gesloten op 15 mei 1933, thans is deze stopplaats in gebruik als wegrestaurant en hotel langs de N348.
Ook is hier een bushalte van Syntus, lijn 162 Raalte-Dalfsen v.v.